# Ventilation opérationnelle
Pour les articles homonymes, voir Ventilation mécanique.
La ventilation opérationnelle (VO) est l'ensemble des techniques d'évacuation forcée de la fumée mises en place lors de la lutte contre les incendies, dans des volumes clos ou semi-ouverts (habitations, immeubles, caves …). Cette ventilation peut se faire de manière naturelle, avec le vent par exemple, ou à l'aide d'un ventilateur mécanique.

## Intérêt de la ventilation opérationnelle
Dans un incendie, la fumée représente cinq dangers (le moyen mnémotechnique souvent utilisé est le mot COMIX) :
- elle est Chaude ;
- elle est Opaque ;
- elle est Mobile;
- elle contient des combustibles (gaz de pyrolyse, suie), donc Inflammable ;
- elle est toXique.

Elle peut donc provoquer une propagation rapide du feu, et notamment des phénomènes thermiques : embrasement généralisé éclair (flashover) et explosion de fumées (backdraft).
Il faut donc chercher à maîtriser la fumée, qui est le réel danger des incendies en milieu clos. La première opération consiste à créer une ouverture haute, ou « exutoire », qui va permettre à la fumée de s'échapper. Certains bâtiments sont munis d'un exutoire qui s'ouvre avec une simple manette de type « tirer-lâcher » située en bas, ou bien qui s'ouvre de manière automatique lorsque l'alarme incendie se déclenche. En absence d'exutoire préinstallé, les pompiers en créent un par exemple en cassant la toiture, ou bien en brisant le haut d'une fenêtre et en assurant un passage jusqu’à la fenêtre (quitte à enfoncer une porte ou un mur).
Une fois l'exutoire créé, le tirage naturel (courant d'air) est souvent insuffisant, et de toutes manières imprévisible. On peut cependant le forcer à l'aide d'un ventilateur : il s'agit de la ventilation à pression positive (VPP). Appelée ventilation par surpression en Suisse.
L'espace ainsi libéré de fumée est plus sûr pour les intervenants comme pour les victimes à sauver : bonne visibilité, baisse de la température, notable baisse du risque d'accident thermique.
La VPP s'oppose à une autre technique, le « confinement du feu », qui consiste à fermer les portes pour que la fumée ne sorte pas du local en feu. Ce confinement est considéré comme une "anti-ventilation".

## Principes de la ventilation opérationnelle
Deux types de ventilation opérationnelle sont utilisés :

### La ventilation à pression positive
La ventilation à pression positive consiste à mettre un grand ventilateur devant une porte ouverte. Le but du ventilateur n'est pas de créer un courant d'air, mais de faire entrer de l'air dans la pièce, ce qui va créer une surpression. Le gradient de pression entre la pièce ventilée et l'exutoire va pousser la fumée vers l'exutoire.
Pour une efficacité optimale, le ventilateur doit être devant une porte ou une fenêtre, à une distance à peu près égale à la diagonale de l'ouverture, et incliné de 20 ° par rapport au sol. Le flux d'air doit représenter plusieurs fois le volume à ventiler par heure.
On classe les stratégies de ventilation selon deux axes : défensive/offensive, et horizontale/verticale.
On emploie souvent les termes d'« entrant » et de « sortant » lorsque l'on utilise la ventilation opérationnelle, en effet, le sortant est une ouverture réalisée dans la pièce en feu, à la différence de l'exutoire qui est toujours réalisé en partie haute d'un bâtiment.

### La ventilation à dépression
La ventilation à dépression est en général pré-installée dans le bâtiment.
Des aspirateurs à grand débit sont installés sur le toit du bâtiment. Ils sont reliés aux différents couloirs du bâtiment par des conduits construit en matière non inflammables. En situation normale les conduits sont fermés par des trappes dont l'ouverture est commandée automatiquement par le système de détection d'incendie intégré au bâtiment. La commande des aspirateurs sur le toit sont télécommandés par une commande spécifique et réservée au pompiers. Tous les câbles électriques (commande et puissance) reliant les différents organes de ce système sont prévus pour résister au feu un temps certain.

### Ventilation défensive et offensive
La ventilation défensive consiste à chasser la fumées des locaux non touchés par le feu. Ainsi, on peut aisément approcher la pièce en feu (établissement et mise en eau) et effectuer les manœuvres de sauvetage.
La ventilation offensive consiste à chasser la fumée du local en feu.
On utilise la ventilation offensive pour protéger, par surpression, une pièce qui n'a pas encore été envahie par les fumées, les gaz de combustions sont expulsés par la dépression que créé le ventilateur.

### Ventilation horizontale et verticale
La ventilation est dite horizontale lorsque le sortant est dans le même axe que le ventilateur.
La ventilation est dite verticale lorsque le sortant est perpendiculaire à l'axe du ventilateur.

## Risques de la ventilation opérationnelle
Le grand risque de la ventilation opérationnelle est d'attiser le feu, voire de générer un embrasement généralisé éclair. Pour cela, la ventilation doit être parfaitement maîtrisée, le trajet de la fumée parfaitement connu.
Il est particulièrement important de bloquer les portes en position ouverte : une porte, en claquant, modifierait le trajet de la fumée et de l'air frais, ce qui pourrait se révéler catastrophique.

## Historique de la ventilation opérationnelle
En France, les premiers essais ont consisté à essayer d'aspirer l'air avec des ventilateurs à grand débit (VGD), sans grand succès. En 1977, le colonel Legendre des sapeurs-pompiers de Paris et l'ingénieur Michel Lebey mettent au point la ventilation à pression positive, mais celle-ci n'intéresse pas l'état-major.
La VPP est mise en place aux États-Unis, en Finlande et au Royaume-Uni dans les années 1980-90. Elle est « redécouverte » par la France en 1996.

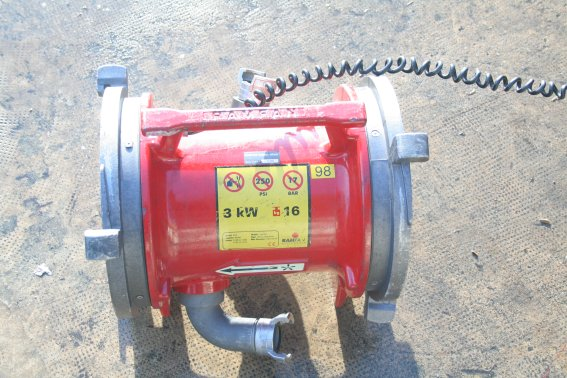
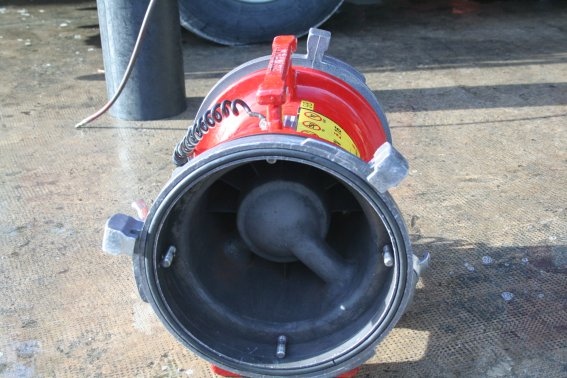

Les sapeurs-pompiers d'Amérique du Nord, cela semble une quasi-certitude, ont été plus précoces que leurs homologues français dans le domaine de l'étude et de la mise en œuvre de la ventilation opérationnelle.
Un officier du Régiment des sapeurs-Pompiers de Paris, le commandant ingénieur P. Vanginot, chef du service technique, au retour d'un voyage aux USA en 1922 mentionnait déjà dans son rapport l'année suivante que cette composante de l'extinction était souvent mise en œuvre outre-atlantique :

« Une opération usitée en Amérique est la ventilation pendant l'incendie. Elle a pour but de faciliter aux sapeurs l'entrée dans les immeubles envahis par la fumée, la découverte des foyers et l'évacuation des gaz combustibles qui peuvent occasionner subitement la conflagration de tout le bâtiment.
Elle n'est certes pas à confier à un novice, mais elle rend de très grands services lorsque les moyens hydrauliques sont puissants et certains, et que les hommes connaissant les lieux, y pénètrent résolument.
Il y a quelques années,tel gros incendie à Paris eut été peut-être mieux maitrisé si la ventilation avait été assurée rationnellement pendant le feu.
Cet enseignement américain confirmé d'ailleurs par l'expérience dans la capitale ne doit pas être perdu. »

On est donc légitimement en droit de penser que les sapeurs-pompiers parisiens sont aussi à la même période (1923) conscients de l'importance de la ventilation ; et que dans la capitale des expériences ont effectivement eu lieu.

« Seuls les Américains — comme on l'a vu précédemment — semblaient considérer la ventilation comme une partie extrêmement active et intéressante des opérations d'extinction. Le « gros incendie » dont il est question plus haut, est vraisemblablement celui survenu dans un grand magasin de nouveauté parisien qui a été détruit par un embrasement généralisé, consécutif à l'inflammation des matières exposées à l'incendie. C'est le feu du Bon Marché (22 octobre 1915) qui est d'ailleurs devenu l'exemple classique et que l'on cite comme cas de grand feu causé par les phénomènes de distillation. »

En France, bien que certains officiers aient considéré cette opération avec attention (rapport du Commandant P. Vanginot), il fallut attendre les années 1940 pour qu'un officier du Régiment des sapeurs-pompiers de Paris, le commandant André Jean-Georges Etienne (1905-1971) traite de la ventilation et de son importance.
Dans un ouvrage datant de 1950 intitulé Le feu dans les bâtiments et constructions cet officier traite simultanément du danger des fumées, de la ventilation et de son but, des recommandations, de l'utilisation et de l'emplacement judicieux des ventilateurs.
À ce titre, le commandant Etienne peut être considéré comme l'un des pionniers de l'étude et de la mise en œuvre de la ventilation opérationnelle en France.